# Lomatium tracyi
Lomatium tracyi är en flockblommig växtart som beskrevs av Mildred Esther Mathias och Lincoln Constance. Lomatium tracyi ingår i släktet Lomatium och familjen flockblommiga växter. Inga underarter finns listade i Catalogue of Life.

## Bildgalleri

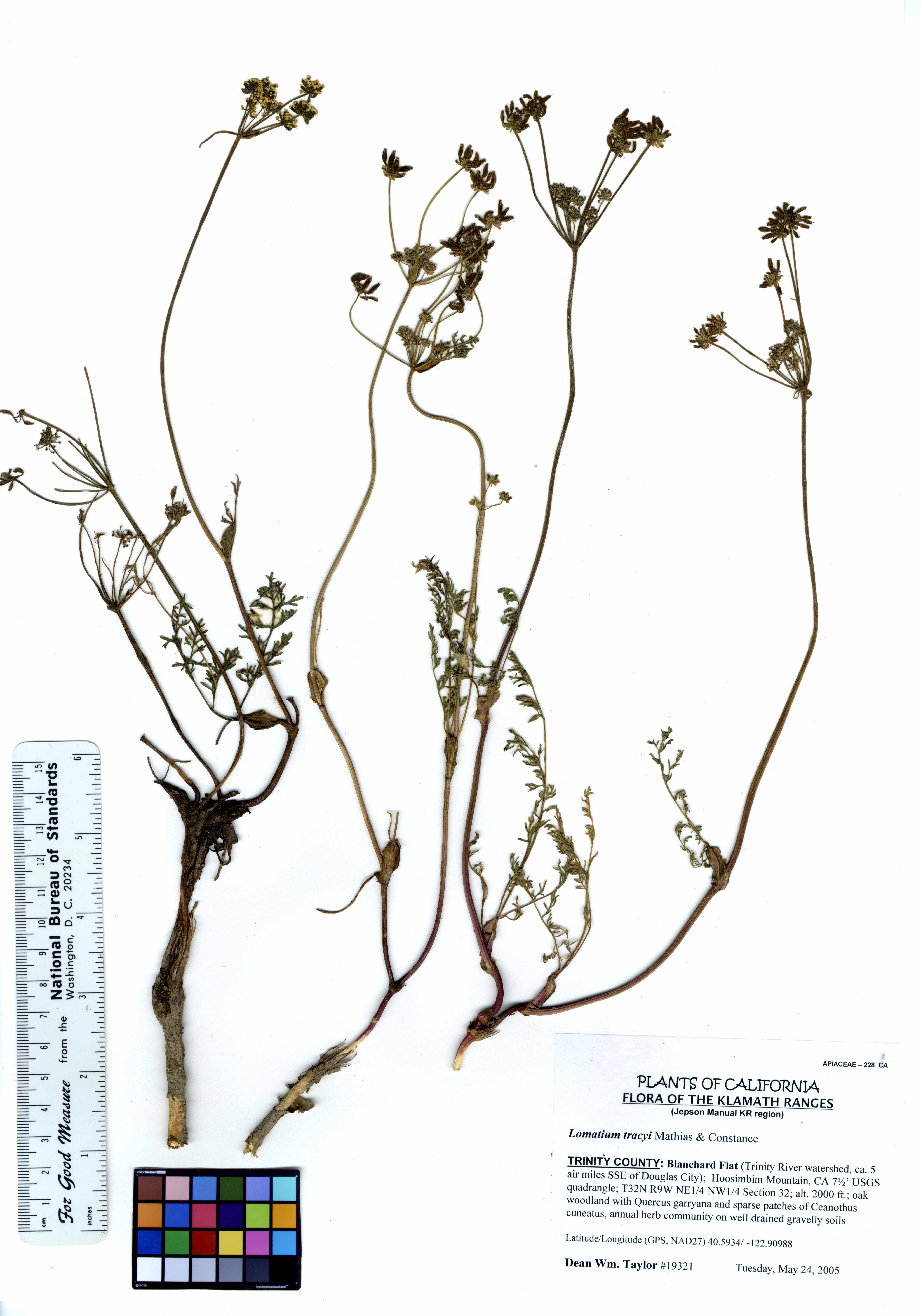
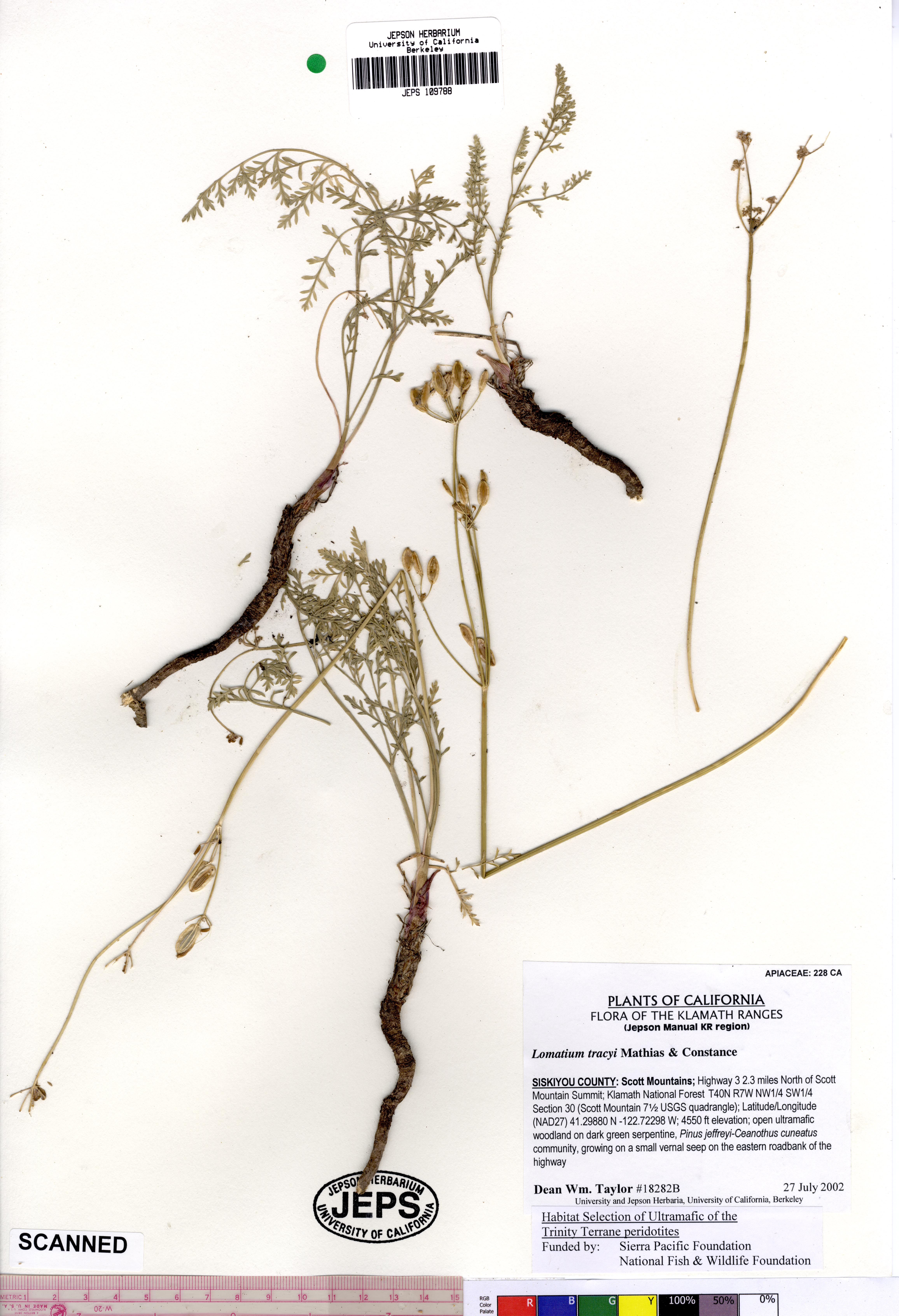